# Matheus Humberto Maximiano
Matheus Humberto Maximiano (født 31. maj 1989) er en brasiliansk fodboldspiller.